# Antonio Latella
Antonio Latella (né le 2 mars 1967 à Castellammare di Stabia, dans la province de Naples, en Campanie) est un acteur, scénographe et metteur en scène italien.

## Biographie
Antonio Latella s'est formé au Teatro stabile de Turin et à la Bottega teatrale de Florence, fondée par Vittorio Gassman. En tant que comédien, il a notamment été dirigé par Pippo Di Marco, Luca Ronconi, Giuseppe Patroni Griffi, Massimo Castri, Elio De Capitani, Walter Pagliaro, Tito Piscitelli ou encore Vittorio Gassman.
Il était l'un des interprètes, pour le département dédié à l'éducation scolaire de la chaîne de télévision Rai Tre, des Lezioni di teatro écrites et présentées par Vittorio Gassman en 1989. Mais c'est son travail de metteur en scène qui lui donne une notoriété nationale et européenne.
Il dirige l'un des cours de l'École des maîtres (école de théâtre itinérante s'adressant à de jeunes acteurs issus de différentes cultures). Et, en 2001, il remporte le prix Ubu pour son projet Shakespeare e oltre et, en 2004, le prix Gassman au titre de meilleur artiste de l'année.
Décrit comme le « nouvel enfant terrible du théâtre italien », il fait ses débuts de metteur en scène d'opéra en France, en 2004, en montant L'Orfeo de Claudio Monteverdi. Toujours en 2004, il met en scène Orfeo ed Euridice de Gluck et, en 2005, Tosca de Giacomo Puccini. En octobre 2007, il monte Moby Dick, d'après le roman de Herman Melville, une production du Teatro Stabile dell'Umbria dans laquelle le rôle principal (le capitaine Achab) est tenu par Giorgio Albertazzi.
Depuis 2007, il est candidat au Prix Europe Réalités Théâtrales du Prix Europe pour le théâtre.
En 2016 il est nommé directeur du cours de haute formation à l'école de l'Emilia Romagno Teatro. En 2017 il est nommé à la tête de la Biennale de théâtre de Venise. C'est également en 2017 qu'il présente au festival d'Avignon son spectacle fleuve Ste Extase - Les Atrides qui rencontre un enthousiasme général.

## Mises en scène
Théâtre
- 1999 : Othello de William Shakespeare
- 2000 : Roméo et Juliette de William Shakespeare
- 2001 : Haute surveillance de Jean Genet
- 2002 : Les Nègres de Jean Genet
- 2002 : Pylade de Pier Paolo Pasolini
- 2002 : Querelle de Jean Genet
- 2003 : Porcherie de Pier Paolo Pasolini
- 2004 : Bête de style de Pier Paolo Pasolini
- 2004 : Edouard II de Christopher Marlowe
- 2005 : Le Banquet des cendres de Giordano Bruno
- 2006 : Les Larmes amères de Petra von Kant de Rainer Werner Fassbinder
- 2007 : En attendant Godot de Samuel Beckett
- 2008 : Périclès de William Shakespeare
- 2015 : Ti regalo la mia morte, Veronika Librement inspiré de la poésie du cinéma fassbindérien
- 2017 : Sainte Extase - Les Atrides : Huit portraits de famille d'après Eschyle, Euripide et Sophocle (Festival d'Avignon)[6]

Opéra
- 2004 : L'Orfeo de Claudio Monteverdi (Opéra national de Lyon)
- 2004 : Orfeo ed Euridice de Gluck (Théâtre Piccinni de Bari)
- 2005 : Tosca de Giacomo Puccini (Sferisterio de Macerata)
- 2007 : Moby Dick de Herman Melville (Théâtre de l'Odéon)

### Notices d'autorité
- Notices d'autorité :   - VIAF
  - ISNI
  - BnF (données)
  - LCCN
  - GND
  - Italie
  - WorldCat